# SCOS-2000
SCOS-2000 (acronyme pour Satellite Control and Operation System) est un logiciel développé par l'Agence spatiale européenne pour le contrôle de satellites artificiels et pour remplacer le Multi-Satellite Support System, développé dans les années 1970. Utilisé pour la première fois en août 2002 sur MSG-1, il est depuis employé pour les lancements de toutes les missions (Rosetta, Mars Express, etc.). 
En 2001, une version Linux en est publiée, utilisée en 2009 sur les télescopes spatiaux Planck et Herschel.